# Unhariaska
Unhariaska, Ungariaska (ukr. Унгаряска) – szczyt o wysokości 1707 m n.p.m. położony w zachodniej części masywu Świdowca w rejonie tiaczowskim obwodu zakarpackiego. Wierzchołek góry jest pokryty połoniną, która się ciągnie do granicy lasu na ok. 1400 m n.p.m., gdzie zaczyna się mieszany las iglasto-bukowy. Północno-wschodnie i północno-zachodnie stoki góry to stromizny, zaś zachodnie i południowe opadają łagodnie. Przez Unhariaskę przebiega szlak turystyczny "Grzbietami Świdowca" biegnący od Jasiny do Ust-Czornej. Miejscowościami położonymi w pobliżu są Czorna Tysa, Ust-Czorna oraz Krasna.